# Höhle 6 (Ajanta)

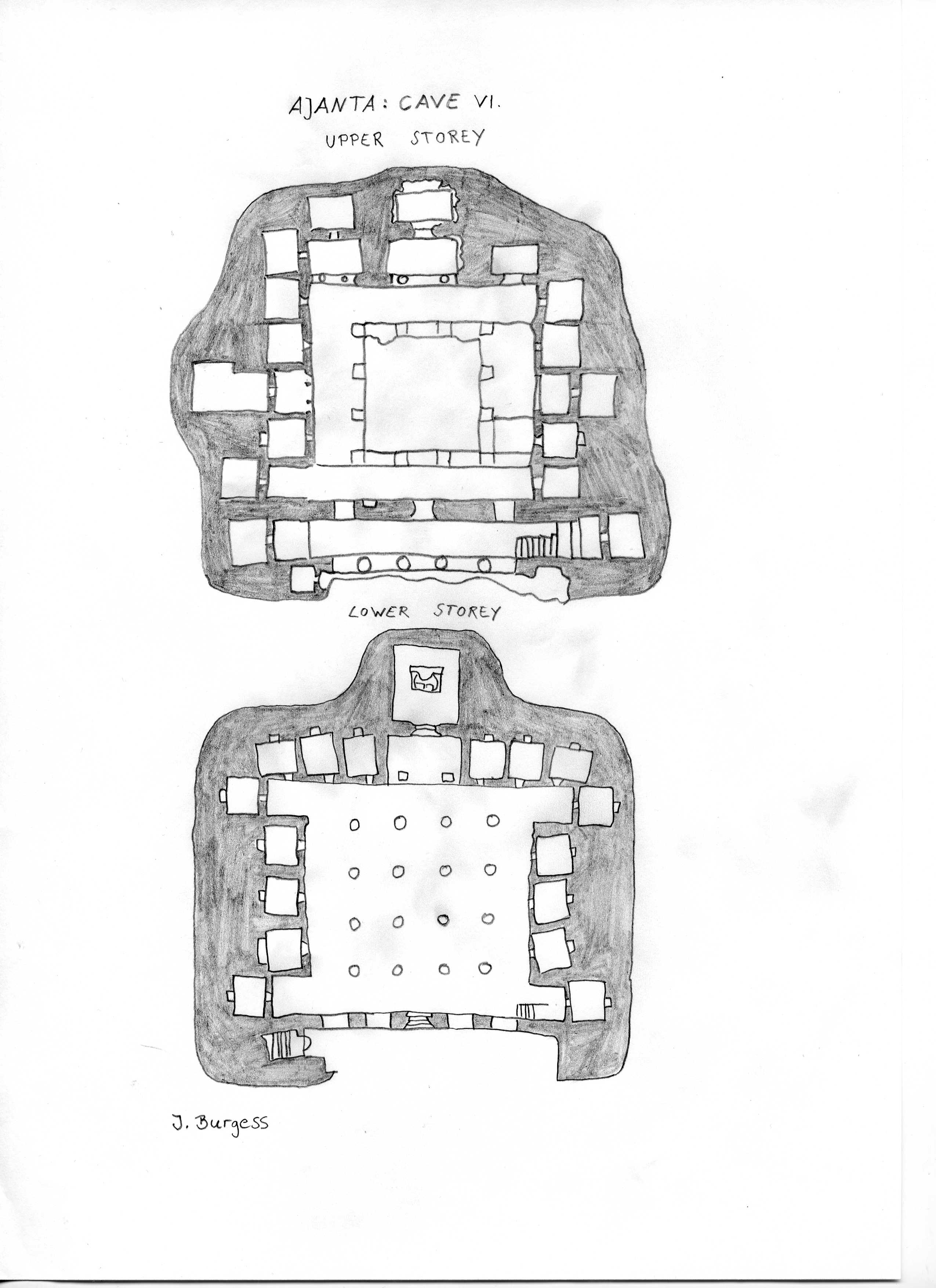
Grundriss beider Geschosse der Höhle 6 von Ajanta

Die Höhle 6 des buddhistischen Klosters von Ajanta in Indien, die dem 5. bis 6. Jahrhundert n. Chr. zuzuschreiben ist, ist der einzige zweigeschossige Vihara (buddhistisches Klostergebäude). Wenn man nach der Chronologie des Kunsthistorikers Walter M. Spink geht, zählt man das untere Geschoss zur früheren Ausgrabungsphase. Als man mit den Arbeiten begann, existierten noch keine Pläne für das obere Geschoss.
Die Bildhauer und Maler arbeiteten vermutlich von vorne nach hinten und von oben nach unten, wie es in allen Höhlen Ajantas üblich war. Beide Geschosse der Höhle 6, die etwas versetzt übereinander liegen, bestehen je aus einer Haupthalle, einer Cella, die den Buddhaschrein beinhaltet und Zellen, die ursprünglich als Wohnunterkünfte dienten und der Haupthalle anliegen.

## Haupthalle

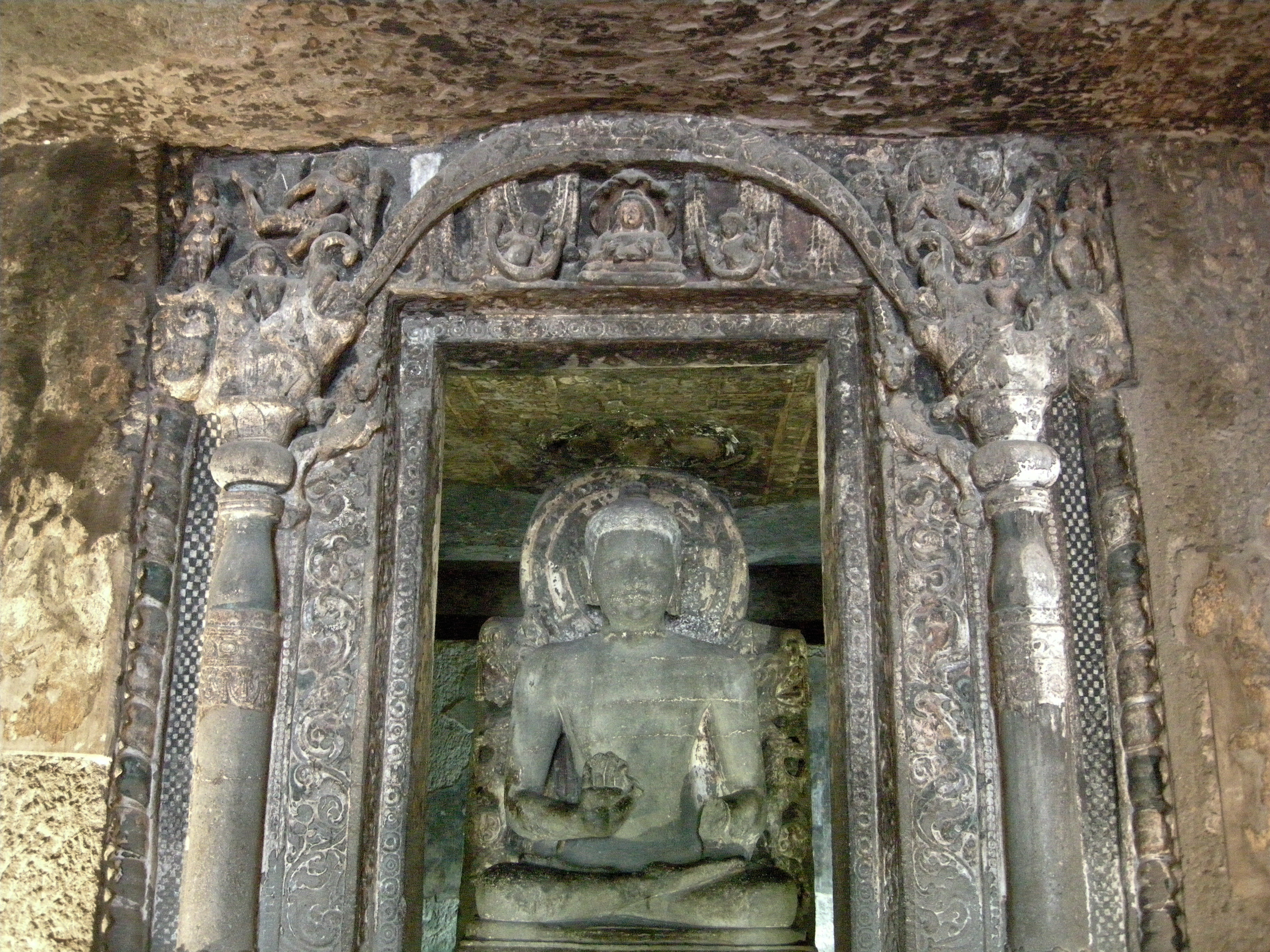
Buddhaschrein im unteren Geschoss

### Unteres Geschoss
Im unteren Geschoss befanden sich ursprünglich 10 Zellen. Der Auftraggeber der Höhle entschied schließlich die Anzahl der Zellen zu erweitern und die Gänge zu verlängern sowie ein weiteres Geschoss über diesem hinzuzufügen.
In der unteren Höhle befinden sich 16 achteckige Pfeiler ohne Kapitell, die den Raum dadurch vertikal und horizontal in je fünf Gänge teilen. Alle anderen Höhlen in Ajanta haben ein freigelegtes Quadrat in der Haupthalle. Die regelmäßige Verteilung der Pfeiler in der Haupthalle ist einzigartig und entspricht der frühesten Gestaltungsform in Ajanta. Am linken Ende der heute verfallenen Veranda führt eine überdachte Treppe nach unten zur Höhle 7.

### Oberes Geschoss
Das obere Geschoss ist durch zusätzliche Seitenkapellen, die der Haupthalle links und rechts anliegen, viel weiträumiger ausgebaut als das untere und entwickelte sich sehr schnell. Es liegt viel tiefer im Fels als das untere Geschoss. Aufgrund des zurücktretenden Winkels der Böschung, war es nicht möglich, beide Höhlen direkt übereinander zu platzieren. Das begünstigte die Anbringung der zweckmäßigen Treppe vom unteren zum oberen Geschoss. Anders hätte die Treppe im Innenraum des späteren Geschoss enden müssen.
Ursprünglich waren beide Geschosse als schreinlose Höhlen geplant, was auch erklärt, weshalb im unteren Geschoss der Abstand zwischen den mittleren Pfeilern nicht erweitert ist.

## Cella

### Unteres Geschoss
Die Hauptcella für den Buddha hat eine eigene Veranda oder auch Vorzimmer, wie es allgemein in Ajanta üblich war. Das Eingangstor zum Vorzimmer der Cella ist sehr reich ausgestattet und wird von zwei Bodhisattvas flankiert. Auch das Tor zur Cella wurde verziert. Es wird von zwei Pilastern flankiert, die von zwei atlantenähnlichen Gana gestützt werden. Auf den Pilastern sitzt je ein Makara, aus dessen weit geöffnetem Maul Blüten herausströmen, so dass zwischen den beiden Wesen ein Bogen entsteht. Unter dem Bogen ist mittig vermutlich ein Nagaraja im Lotossitz platziert. In die Seitenwände im Innern der Cella wurden sitzende Buddhas gemeißelt, die die gesamte Fläche bedecken.
Die Buddhafigur befindet sich zentral in der Cella und tritt von der Rückwand weg, so dass sie umgehbar ist. Die Figur sitzt im Lotossitz auf einem Löwenthron, d. h. an der Thronbasis liegt dem Buddha links und rechts je ein Löwe zu Füßen. Über der Figur ist in das Gestein ein Heiligenschein in Form einer Lotosblüte ausgearbeitet worden.
Der Buddhafigur stehen keine Bodhisattvas als Begleiter zur Seite, was ein Indiz für die frühere Phase ist. Weitere Merkmale für frühere Darstellungen sind sowohl die Positionierung in der Mitte der Cella, als auch die Proportion des Kopfes. Der verhältnismäßig große Kopf befindet sich weit vor dem Heiligenschein.

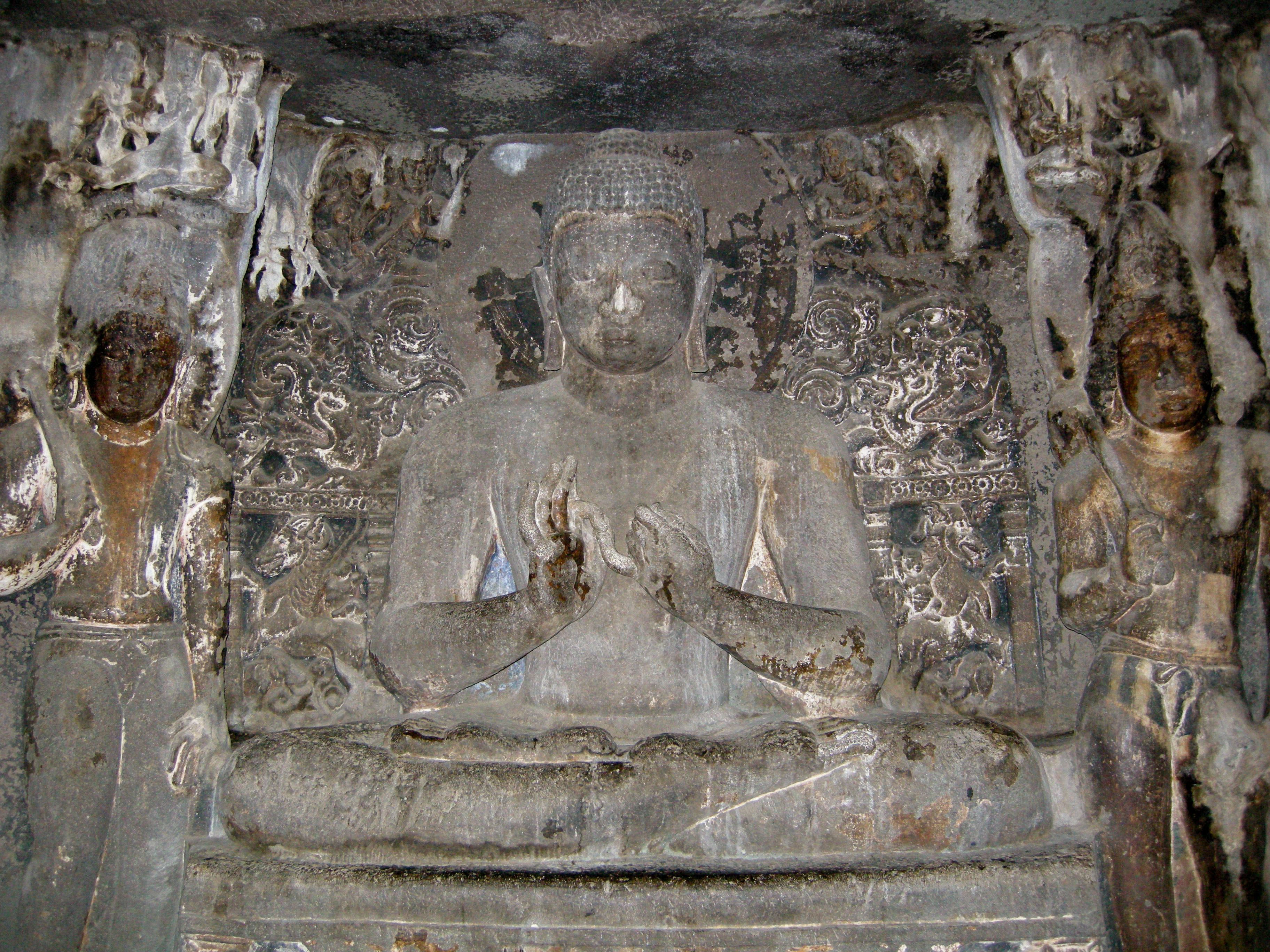
Buddhaschrein im oberen Geschoss

### Oberes Geschoss
Den Eingang zur Cella flankieren Ganga und Yamuna, die Personifizierungen der gleichnamigen Flüsse. Anders als im unteren Geschoss hebt sich die Buddhafigur nicht von der Rückwand ab, sondern wurde direkt aus ihr herausgemeißelt. Wie alle Schreinbuddhas der Viharahöhlen in Ajanta wird der Buddha in Dharmachakra Mudra dargestellt. Diese Geste taucht zuallererst in westlichen Höhlen des Subkontinents auf. Der Buddha wird von zwei Bodhisattvas begleitet, die zeitgenössischen Typen entsprechen. Zu seiner Linken befindet sich eine bekrönte Figur, während die Figur zu seiner Rechten vermutlich Avalokiteshvara repräsentiert, vor dessen jatamukuta (Kopfputz mit langen Haaren) ein Amitabha sitzt. Bemerkenswerterweise wird der Buddha in der Cella von weiteren Buddhafiguren begleitet, was überaus untypisch für Ajanta ist. Die Asymmetrie der Buddhadarstellungen zeigt, dass sie vermutlich Einzelstiftungen sind, dennoch einem Programm nach angefügt wurden.

## Die Zellen

### Unteres Geschoss
Es muss zu der Zeit bei den Mönchen ein großes Bedürfnis nach Wohnunterkünften gegeben haben, was das Hinzufügen der Zellen erklärt. An der Rückwand befinden sich links und rechts von der Cella je drei Zellen. Zwei weitere Zellen wurden neben den bereits vorhandenen Zellen an der Rückwand auf einer etwas erhöhten Ebene ausgegraben, die vermutlich als Aufbewahrungsplatz dienten.
Die Mönche warteten nur darauf, in den Höhlen hausen und sie für Verehrungen nutzen zu können. Nach 475 waren sie schließlich mit neuzeitlicher Einrichtung ausgestattet. Zusätzlich wurden Nischen in die Zellrückwände für persönliche Dinge geschlagen. Außerdem fand man Haken in den Zellwänden, vermutlich zum Aufhängen von Kleidung oder auch zum Befestigen von Regalbrettern. Türangeln in den Türrahmungen lassen darauf schließen, dass die Zellen früher Türen besaßen.

## Weitere Ausstattung

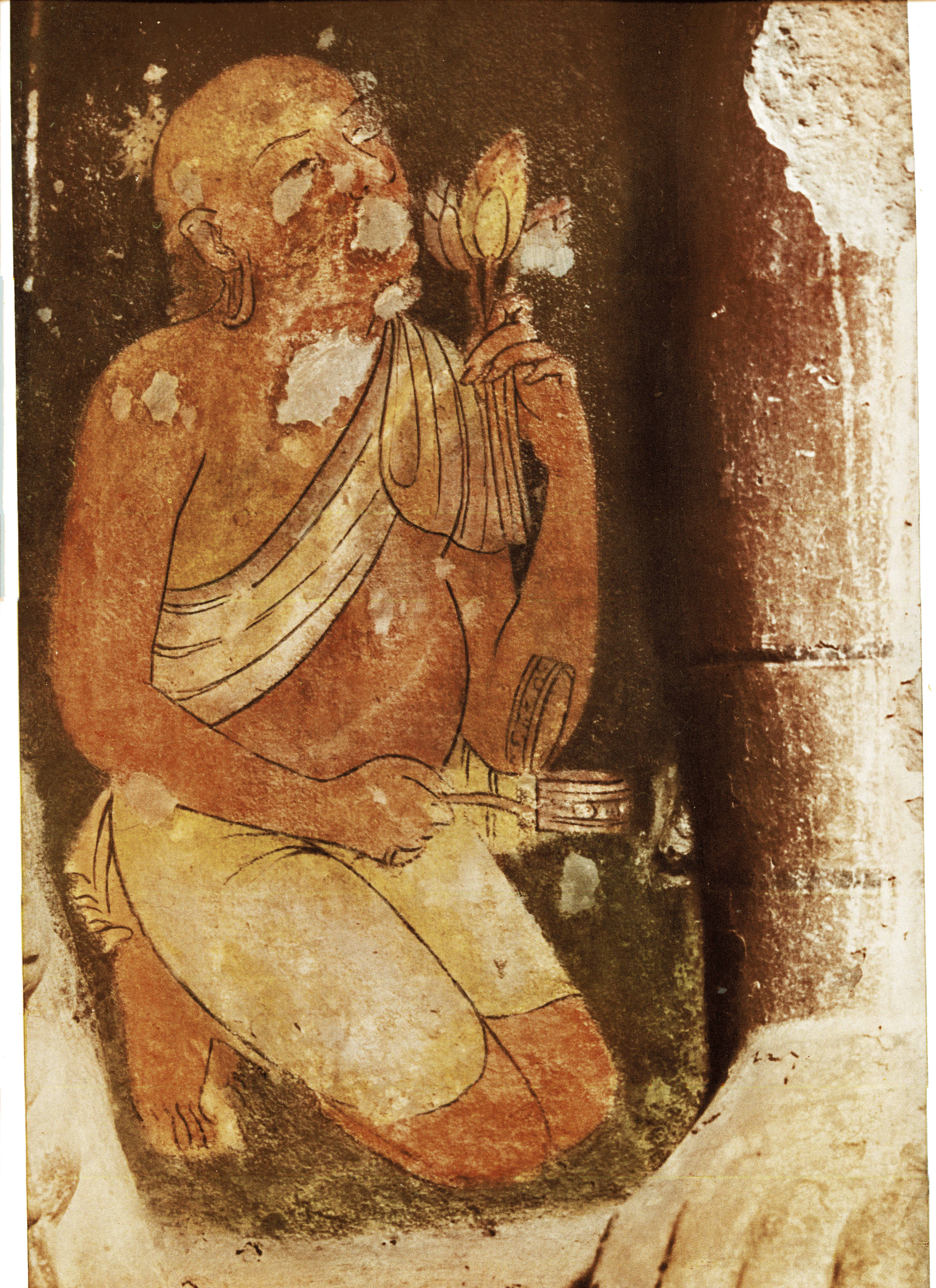
Malerei im oberen Geschoss, die einen Mönch darstellt

Beide Geschosse der Höhle 6 sind reich ausgestattet mit buddhistischen Themen, sowohl in Form von Malerei, als auch in Stein gehauen. Die enorme Anzahl an Buddhadarstellungen, die zum Teil nachträglich hinzugefügt wurden, ist bemerkenswert.
Die Wände waren einst alle bemalt. Heute sind die Farben bis auf wenige Ausnahmen verloren gegangen. Die interessanteste erhaltene Malerei, die sich im oberen Geschoss befindet, ist die eines Mönchs, an der rechten Seitenwand der Haupthalle. Der Verehrer oder Mönch hält in seiner rechten Hand ein Weihrauchgefäß und in seiner Linken drei Lotosblüten. Die Blüten sollen das triratna repräsentieren, das den Buddha, die Ordnung und das Gesetz im Buddhismus symbolisieren. Dieses Bild wurde zu einer der meist publizierten Malereien in Ajanta.
In der linken Seitenkapelle an der Veranda des oberen Geschosses befindet sich eine Wandmalerei, die früher ausgezeichnet erhalten war, heute jedoch in sehr schlechtem Zustand ist. Die Szene ist einzigartig, weil in einem Bild sowohl Avalokiteshvara als auch ein König gezeigt werden. Avalokiteshvara wird als Retter dargestellt und war ursprünglich von acht Szenen umgeben, die verschiedene Gefahren von denen der Bodhisattva rettet wiedergegeben haben.
Links vom Eingang zur Cella in der unteren Höhle befindet sich eine zum Teil noch gut erhaltene Malerei des „Wunders von Shravasti“.